# 대원동 (오산시)
대원동(大園洞)은  대한민국 경기도 오산시의 대원1동과 대원2동의 총칭이다.

## 개요
대원동은 오산시 인구의 35%를 차지하는 6만여명이 거주하는 지역이다. 이곳은 교통요충지이며(오산IC, 오산역, 시외버스터미널) 금융,상업, 제조업이 발달해 있고, 인접 지역에 LG전자가 소재해 있으며, 이화다이아몬드, 캐리어 엘지 등 중대형 공장 위치한 도농복합 지역이며, 공동주택이 활발히 신축되어 급속한 도시화를 형성하였다.
2024.01.01 대원동이 대원1동과 대원2동 분동되었다

## 법정동
- 오산동(烏山洞)
- 부산동(釜山洞)
- 원동(園洞)
- 청호동(淸湖洞)
- 고현동(高峴洞)
- 갈곶동(葛串洞)

## 교육
- 오산운암초등학교
- 오산대원초등학교
- 오산원동초등학교
- 오산고현초등학교
- 오산원일초등학교
- 오산원일중학교
- 성호중학교
- 운암중학교
- 성호고등학교
- 운암고등학교

## 주거

### 아파트
| 단지명                    | 건설사                | 시행사                | 주소            | 주소   | 입주        | 비고 |
| ------------------------- | --------------------- | --------------------- | --------------- | ------ | ----------- | ---- |
| 운암주공 5단지            | ㈜동성종합건설        | 대한주택공사          | 대원로 70       | 원동   | 1999년 4월  |      |
| 운암주공 6단지            | 한신공영              | 대한주택공사          | 운천로 16-22    | 원동   | 1999년 4월  |      |
| 오산원동 푸르지오         | 대우건설              | ㈜진원이앤씨          | 남부대로 411-15 | 원동   | 2005년 9월  |      |
| 오산역 e편한세상 1단지    | 대림산업              | 장은건설㈜            |                 | 원동   | 2007년 6월  |      |
| 오산역 e편한세상 2단지    | 대림산업              | 장은건설㈜            |                 | 원동   | 2007년 6월  |      |
| 원동 두산동아             | 두산건설 동아건설산업 | 두산건설 동아건설산업 | 경기대로 99-18  | 원동   | 1999년 7월  |      |
| 오산 건영아느칸빌         | 케이에스건영㈜        | 케이에스건영㈜        | 밀머리로 35     | 원동   | 2004년 12월 |      |
| 오산원동 힐스테이트       | 현대건설              | ㈜이제이건설          | 경기대로 78-7   | 원동   | 2009년 7월  |      |
| 오산 아이파크             | 현대산업개발          | ㈜삼호건설            |                 | 고현동 | 2009년 1월  |      |
| 오산자이                  | 지에스건설㈜          | ㈜미래건설            | 동부대로 332-14 | 청호동 | 2007년 8월  |      |
| 오산갈곶 한솔솔파크       | 한솔건설㈜            | 오산지역주택조합      |                 | 갈곶동 | 2007년 8월  |      |
| 힐스테이트 오산 더 퍼스트 |                       |                       |                 |        |             |      |

## 교통
- 오산시외버스터미널
- 오산역